# حديقة هاليكالا الوطنية
حديقة هاليكالا الوطنية هي حديقة تقع في جزيرة ماوي في ولاية هاواى، الولايات المتحدة.الحديقة تغطي مساحة قدرها 33265 فدان (134.62 كم2)، منها 19,270 فدان (77.98 كم2) هي منطقة برية.

## التاريخ
أنشئت الحديقة يوم 1 يوليو 1961.